# Вјетрењача (шах)
У шаху, вјетрењача, или пила je шаховска тактика у коме је комбинација откривених напада и регуларних шахова, често са топом и ловчем, често форсирајући противничког краља да се креће напред-назад између два поља, може освојити велике количине материјала. Ова тактика се понекад назива и пила.

## Примјери
|   | a | b | c | d | e | f | g | h |   |
| 8 | a8 black rook · e8 black rook · f8 black knight · g8 black king · a7 black pawn · b7 black bishop · f7 black pawn · g7 black pawn · d6 black pawn · e6 black pawn · h6 black pawn · b5 black queen · g5 white bishop · h5 white queen · b4 white pawn · d4 white pawn · e3 white knight · g3 white rook · a2 white pawn · f2 white pawn · g2 white pawn · h2 white pawn · e1 white rook · g1 white king | a8 black rook · e8 black rook · f8 black knight · g8 black king · a7 black pawn · b7 black bishop · f7 black pawn · g7 black pawn · d6 black pawn · e6 black pawn · h6 black pawn · b5 black queen · g5 white bishop · h5 white queen · b4 white pawn · d4 white pawn · e3 white knight · g3 white rook · a2 white pawn · f2 white pawn · g2 white pawn · h2 white pawn · e1 white rook · g1 white king | a8 black rook · e8 black rook · f8 black knight · g8 black king · a7 black pawn · b7 black bishop · f7 black pawn · g7 black pawn · d6 black pawn · e6 black pawn · h6 black pawn · b5 black queen · g5 white bishop · h5 white queen · b4 white pawn · d4 white pawn · e3 white knight · g3 white rook · a2 white pawn · f2 white pawn · g2 white pawn · h2 white pawn · e1 white rook · g1 white king | a8 black rook · e8 black rook · f8 black knight · g8 black king · a7 black pawn · b7 black bishop · f7 black pawn · g7 black pawn · d6 black pawn · e6 black pawn · h6 black pawn · b5 black queen · g5 white bishop · h5 white queen · b4 white pawn · d4 white pawn · e3 white knight · g3 white rook · a2 white pawn · f2 white pawn · g2 white pawn · h2 white pawn · e1 white rook · g1 white king | a8 black rook · e8 black rook · f8 black knight · g8 black king · a7 black pawn · b7 black bishop · f7 black pawn · g7 black pawn · d6 black pawn · e6 black pawn · h6 black pawn · b5 black queen · g5 white bishop · h5 white queen · b4 white pawn · d4 white pawn · e3 white knight · g3 white rook · a2 white pawn · f2 white pawn · g2 white pawn · h2 white pawn · e1 white rook · g1 white king | a8 black rook · e8 black rook · f8 black knight · g8 black king · a7 black pawn · b7 black bishop · f7 black pawn · g7 black pawn · d6 black pawn · e6 black pawn · h6 black pawn · b5 black queen · g5 white bishop · h5 white queen · b4 white pawn · d4 white pawn · e3 white knight · g3 white rook · a2 white pawn · f2 white pawn · g2 white pawn · h2 white pawn · e1 white rook · g1 white king | a8 black rook · e8 black rook · f8 black knight · g8 black king · a7 black pawn · b7 black bishop · f7 black pawn · g7 black pawn · d6 black pawn · e6 black pawn · h6 black pawn · b5 black queen · g5 white bishop · h5 white queen · b4 white pawn · d4 white pawn · e3 white knight · g3 white rook · a2 white pawn · f2 white pawn · g2 white pawn · h2 white pawn · e1 white rook · g1 white king | a8 black rook · e8 black rook · f8 black knight · g8 black king · a7 black pawn · b7 black bishop · f7 black pawn · g7 black pawn · d6 black pawn · e6 black pawn · h6 black pawn · b5 black queen · g5 white bishop · h5 white queen · b4 white pawn · d4 white pawn · e3 white knight · g3 white rook · a2 white pawn · f2 white pawn · g2 white pawn · h2 white pawn · e1 white rook · g1 white king | 8 |
| 7 | a8 black rook · e8 black rook · f8 black knight · g8 black king · a7 black pawn · b7 black bishop · f7 black pawn · g7 black pawn · d6 black pawn · e6 black pawn · h6 black pawn · b5 black queen · g5 white bishop · h5 white queen · b4 white pawn · d4 white pawn · e3 white knight · g3 white rook · a2 white pawn · f2 white pawn · g2 white pawn · h2 white pawn · e1 white rook · g1 white king | a8 black rook · e8 black rook · f8 black knight · g8 black king · a7 black pawn · b7 black bishop · f7 black pawn · g7 black pawn · d6 black pawn · e6 black pawn · h6 black pawn · b5 black queen · g5 white bishop · h5 white queen · b4 white pawn · d4 white pawn · e3 white knight · g3 white rook · a2 white pawn · f2 white pawn · g2 white pawn · h2 white pawn · e1 white rook · g1 white king | a8 black rook · e8 black rook · f8 black knight · g8 black king · a7 black pawn · b7 black bishop · f7 black pawn · g7 black pawn · d6 black pawn · e6 black pawn · h6 black pawn · b5 black queen · g5 white bishop · h5 white queen · b4 white pawn · d4 white pawn · e3 white knight · g3 white rook · a2 white pawn · f2 white pawn · g2 white pawn · h2 white pawn · e1 white rook · g1 white king | a8 black rook · e8 black rook · f8 black knight · g8 black king · a7 black pawn · b7 black bishop · f7 black pawn · g7 black pawn · d6 black pawn · e6 black pawn · h6 black pawn · b5 black queen · g5 white bishop · h5 white queen · b4 white pawn · d4 white pawn · e3 white knight · g3 white rook · a2 white pawn · f2 white pawn · g2 white pawn · h2 white pawn · e1 white rook · g1 white king | a8 black rook · e8 black rook · f8 black knight · g8 black king · a7 black pawn · b7 black bishop · f7 black pawn · g7 black pawn · d6 black pawn · e6 black pawn · h6 black pawn · b5 black queen · g5 white bishop · h5 white queen · b4 white pawn · d4 white pawn · e3 white knight · g3 white rook · a2 white pawn · f2 white pawn · g2 white pawn · h2 white pawn · e1 white rook · g1 white king | a8 black rook · e8 black rook · f8 black knight · g8 black king · a7 black pawn · b7 black bishop · f7 black pawn · g7 black pawn · d6 black pawn · e6 black pawn · h6 black pawn · b5 black queen · g5 white bishop · h5 white queen · b4 white pawn · d4 white pawn · e3 white knight · g3 white rook · a2 white pawn · f2 white pawn · g2 white pawn · h2 white pawn · e1 white rook · g1 white king | a8 black rook · e8 black rook · f8 black knight · g8 black king · a7 black pawn · b7 black bishop · f7 black pawn · g7 black pawn · d6 black pawn · e6 black pawn · h6 black pawn · b5 black queen · g5 white bishop · h5 white queen · b4 white pawn · d4 white pawn · e3 white knight · g3 white rook · a2 white pawn · f2 white pawn · g2 white pawn · h2 white pawn · e1 white rook · g1 white king | a8 black rook · e8 black rook · f8 black knight · g8 black king · a7 black pawn · b7 black bishop · f7 black pawn · g7 black pawn · d6 black pawn · e6 black pawn · h6 black pawn · b5 black queen · g5 white bishop · h5 white queen · b4 white pawn · d4 white pawn · e3 white knight · g3 white rook · a2 white pawn · f2 white pawn · g2 white pawn · h2 white pawn · e1 white rook · g1 white king | 7 |
| 6 | a8 black rook · e8 black rook · f8 black knight · g8 black king · a7 black pawn · b7 black bishop · f7 black pawn · g7 black pawn · d6 black pawn · e6 black pawn · h6 black pawn · b5 black queen · g5 white bishop · h5 white queen · b4 white pawn · d4 white pawn · e3 white knight · g3 white rook · a2 white pawn · f2 white pawn · g2 white pawn · h2 white pawn · e1 white rook · g1 white king | a8 black rook · e8 black rook · f8 black knight · g8 black king · a7 black pawn · b7 black bishop · f7 black pawn · g7 black pawn · d6 black pawn · e6 black pawn · h6 black pawn · b5 black queen · g5 white bishop · h5 white queen · b4 white pawn · d4 white pawn · e3 white knight · g3 white rook · a2 white pawn · f2 white pawn · g2 white pawn · h2 white pawn · e1 white rook · g1 white king | a8 black rook · e8 black rook · f8 black knight · g8 black king · a7 black pawn · b7 black bishop · f7 black pawn · g7 black pawn · d6 black pawn · e6 black pawn · h6 black pawn · b5 black queen · g5 white bishop · h5 white queen · b4 white pawn · d4 white pawn · e3 white knight · g3 white rook · a2 white pawn · f2 white pawn · g2 white pawn · h2 white pawn · e1 white rook · g1 white king | a8 black rook · e8 black rook · f8 black knight · g8 black king · a7 black pawn · b7 black bishop · f7 black pawn · g7 black pawn · d6 black pawn · e6 black pawn · h6 black pawn · b5 black queen · g5 white bishop · h5 white queen · b4 white pawn · d4 white pawn · e3 white knight · g3 white rook · a2 white pawn · f2 white pawn · g2 white pawn · h2 white pawn · e1 white rook · g1 white king | a8 black rook · e8 black rook · f8 black knight · g8 black king · a7 black pawn · b7 black bishop · f7 black pawn · g7 black pawn · d6 black pawn · e6 black pawn · h6 black pawn · b5 black queen · g5 white bishop · h5 white queen · b4 white pawn · d4 white pawn · e3 white knight · g3 white rook · a2 white pawn · f2 white pawn · g2 white pawn · h2 white pawn · e1 white rook · g1 white king | a8 black rook · e8 black rook · f8 black knight · g8 black king · a7 black pawn · b7 black bishop · f7 black pawn · g7 black pawn · d6 black pawn · e6 black pawn · h6 black pawn · b5 black queen · g5 white bishop · h5 white queen · b4 white pawn · d4 white pawn · e3 white knight · g3 white rook · a2 white pawn · f2 white pawn · g2 white pawn · h2 white pawn · e1 white rook · g1 white king | a8 black rook · e8 black rook · f8 black knight · g8 black king · a7 black pawn · b7 black bishop · f7 black pawn · g7 black pawn · d6 black pawn · e6 black pawn · h6 black pawn · b5 black queen · g5 white bishop · h5 white queen · b4 white pawn · d4 white pawn · e3 white knight · g3 white rook · a2 white pawn · f2 white pawn · g2 white pawn · h2 white pawn · e1 white rook · g1 white king | a8 black rook · e8 black rook · f8 black knight · g8 black king · a7 black pawn · b7 black bishop · f7 black pawn · g7 black pawn · d6 black pawn · e6 black pawn · h6 black pawn · b5 black queen · g5 white bishop · h5 white queen · b4 white pawn · d4 white pawn · e3 white knight · g3 white rook · a2 white pawn · f2 white pawn · g2 white pawn · h2 white pawn · e1 white rook · g1 white king | 6 |
| 5 | a8 black rook · e8 black rook · f8 black knight · g8 black king · a7 black pawn · b7 black bishop · f7 black pawn · g7 black pawn · d6 black pawn · e6 black pawn · h6 black pawn · b5 black queen · g5 white bishop · h5 white queen · b4 white pawn · d4 white pawn · e3 white knight · g3 white rook · a2 white pawn · f2 white pawn · g2 white pawn · h2 white pawn · e1 white rook · g1 white king | a8 black rook · e8 black rook · f8 black knight · g8 black king · a7 black pawn · b7 black bishop · f7 black pawn · g7 black pawn · d6 black pawn · e6 black pawn · h6 black pawn · b5 black queen · g5 white bishop · h5 white queen · b4 white pawn · d4 white pawn · e3 white knight · g3 white rook · a2 white pawn · f2 white pawn · g2 white pawn · h2 white pawn · e1 white rook · g1 white king | a8 black rook · e8 black rook · f8 black knight · g8 black king · a7 black pawn · b7 black bishop · f7 black pawn · g7 black pawn · d6 black pawn · e6 black pawn · h6 black pawn · b5 black queen · g5 white bishop · h5 white queen · b4 white pawn · d4 white pawn · e3 white knight · g3 white rook · a2 white pawn · f2 white pawn · g2 white pawn · h2 white pawn · e1 white rook · g1 white king | a8 black rook · e8 black rook · f8 black knight · g8 black king · a7 black pawn · b7 black bishop · f7 black pawn · g7 black pawn · d6 black pawn · e6 black pawn · h6 black pawn · b5 black queen · g5 white bishop · h5 white queen · b4 white pawn · d4 white pawn · e3 white knight · g3 white rook · a2 white pawn · f2 white pawn · g2 white pawn · h2 white pawn · e1 white rook · g1 white king | a8 black rook · e8 black rook · f8 black knight · g8 black king · a7 black pawn · b7 black bishop · f7 black pawn · g7 black pawn · d6 black pawn · e6 black pawn · h6 black pawn · b5 black queen · g5 white bishop · h5 white queen · b4 white pawn · d4 white pawn · e3 white knight · g3 white rook · a2 white pawn · f2 white pawn · g2 white pawn · h2 white pawn · e1 white rook · g1 white king | a8 black rook · e8 black rook · f8 black knight · g8 black king · a7 black pawn · b7 black bishop · f7 black pawn · g7 black pawn · d6 black pawn · e6 black pawn · h6 black pawn · b5 black queen · g5 white bishop · h5 white queen · b4 white pawn · d4 white pawn · e3 white knight · g3 white rook · a2 white pawn · f2 white pawn · g2 white pawn · h2 white pawn · e1 white rook · g1 white king | a8 black rook · e8 black rook · f8 black knight · g8 black king · a7 black pawn · b7 black bishop · f7 black pawn · g7 black pawn · d6 black pawn · e6 black pawn · h6 black pawn · b5 black queen · g5 white bishop · h5 white queen · b4 white pawn · d4 white pawn · e3 white knight · g3 white rook · a2 white pawn · f2 white pawn · g2 white pawn · h2 white pawn · e1 white rook · g1 white king | a8 black rook · e8 black rook · f8 black knight · g8 black king · a7 black pawn · b7 black bishop · f7 black pawn · g7 black pawn · d6 black pawn · e6 black pawn · h6 black pawn · b5 black queen · g5 white bishop · h5 white queen · b4 white pawn · d4 white pawn · e3 white knight · g3 white rook · a2 white pawn · f2 white pawn · g2 white pawn · h2 white pawn · e1 white rook · g1 white king | 5 |
| 4 | a8 black rook · e8 black rook · f8 black knight · g8 black king · a7 black pawn · b7 black bishop · f7 black pawn · g7 black pawn · d6 black pawn · e6 black pawn · h6 black pawn · b5 black queen · g5 white bishop · h5 white queen · b4 white pawn · d4 white pawn · e3 white knight · g3 white rook · a2 white pawn · f2 white pawn · g2 white pawn · h2 white pawn · e1 white rook · g1 white king | a8 black rook · e8 black rook · f8 black knight · g8 black king · a7 black pawn · b7 black bishop · f7 black pawn · g7 black pawn · d6 black pawn · e6 black pawn · h6 black pawn · b5 black queen · g5 white bishop · h5 white queen · b4 white pawn · d4 white pawn · e3 white knight · g3 white rook · a2 white pawn · f2 white pawn · g2 white pawn · h2 white pawn · e1 white rook · g1 white king | a8 black rook · e8 black rook · f8 black knight · g8 black king · a7 black pawn · b7 black bishop · f7 black pawn · g7 black pawn · d6 black pawn · e6 black pawn · h6 black pawn · b5 black queen · g5 white bishop · h5 white queen · b4 white pawn · d4 white pawn · e3 white knight · g3 white rook · a2 white pawn · f2 white pawn · g2 white pawn · h2 white pawn · e1 white rook · g1 white king | a8 black rook · e8 black rook · f8 black knight · g8 black king · a7 black pawn · b7 black bishop · f7 black pawn · g7 black pawn · d6 black pawn · e6 black pawn · h6 black pawn · b5 black queen · g5 white bishop · h5 white queen · b4 white pawn · d4 white pawn · e3 white knight · g3 white rook · a2 white pawn · f2 white pawn · g2 white pawn · h2 white pawn · e1 white rook · g1 white king | a8 black rook · e8 black rook · f8 black knight · g8 black king · a7 black pawn · b7 black bishop · f7 black pawn · g7 black pawn · d6 black pawn · e6 black pawn · h6 black pawn · b5 black queen · g5 white bishop · h5 white queen · b4 white pawn · d4 white pawn · e3 white knight · g3 white rook · a2 white pawn · f2 white pawn · g2 white pawn · h2 white pawn · e1 white rook · g1 white king | a8 black rook · e8 black rook · f8 black knight · g8 black king · a7 black pawn · b7 black bishop · f7 black pawn · g7 black pawn · d6 black pawn · e6 black pawn · h6 black pawn · b5 black queen · g5 white bishop · h5 white queen · b4 white pawn · d4 white pawn · e3 white knight · g3 white rook · a2 white pawn · f2 white pawn · g2 white pawn · h2 white pawn · e1 white rook · g1 white king | a8 black rook · e8 black rook · f8 black knight · g8 black king · a7 black pawn · b7 black bishop · f7 black pawn · g7 black pawn · d6 black pawn · e6 black pawn · h6 black pawn · b5 black queen · g5 white bishop · h5 white queen · b4 white pawn · d4 white pawn · e3 white knight · g3 white rook · a2 white pawn · f2 white pawn · g2 white pawn · h2 white pawn · e1 white rook · g1 white king | a8 black rook · e8 black rook · f8 black knight · g8 black king · a7 black pawn · b7 black bishop · f7 black pawn · g7 black pawn · d6 black pawn · e6 black pawn · h6 black pawn · b5 black queen · g5 white bishop · h5 white queen · b4 white pawn · d4 white pawn · e3 white knight · g3 white rook · a2 white pawn · f2 white pawn · g2 white pawn · h2 white pawn · e1 white rook · g1 white king | 4 |
| 3 | a8 black rook · e8 black rook · f8 black knight · g8 black king · a7 black pawn · b7 black bishop · f7 black pawn · g7 black pawn · d6 black pawn · e6 black pawn · h6 black pawn · b5 black queen · g5 white bishop · h5 white queen · b4 white pawn · d4 white pawn · e3 white knight · g3 white rook · a2 white pawn · f2 white pawn · g2 white pawn · h2 white pawn · e1 white rook · g1 white king | a8 black rook · e8 black rook · f8 black knight · g8 black king · a7 black pawn · b7 black bishop · f7 black pawn · g7 black pawn · d6 black pawn · e6 black pawn · h6 black pawn · b5 black queen · g5 white bishop · h5 white queen · b4 white pawn · d4 white pawn · e3 white knight · g3 white rook · a2 white pawn · f2 white pawn · g2 white pawn · h2 white pawn · e1 white rook · g1 white king | a8 black rook · e8 black rook · f8 black knight · g8 black king · a7 black pawn · b7 black bishop · f7 black pawn · g7 black pawn · d6 black pawn · e6 black pawn · h6 black pawn · b5 black queen · g5 white bishop · h5 white queen · b4 white pawn · d4 white pawn · e3 white knight · g3 white rook · a2 white pawn · f2 white pawn · g2 white pawn · h2 white pawn · e1 white rook · g1 white king | a8 black rook · e8 black rook · f8 black knight · g8 black king · a7 black pawn · b7 black bishop · f7 black pawn · g7 black pawn · d6 black pawn · e6 black pawn · h6 black pawn · b5 black queen · g5 white bishop · h5 white queen · b4 white pawn · d4 white pawn · e3 white knight · g3 white rook · a2 white pawn · f2 white pawn · g2 white pawn · h2 white pawn · e1 white rook · g1 white king | a8 black rook · e8 black rook · f8 black knight · g8 black king · a7 black pawn · b7 black bishop · f7 black pawn · g7 black pawn · d6 black pawn · e6 black pawn · h6 black pawn · b5 black queen · g5 white bishop · h5 white queen · b4 white pawn · d4 white pawn · e3 white knight · g3 white rook · a2 white pawn · f2 white pawn · g2 white pawn · h2 white pawn · e1 white rook · g1 white king | a8 black rook · e8 black rook · f8 black knight · g8 black king · a7 black pawn · b7 black bishop · f7 black pawn · g7 black pawn · d6 black pawn · e6 black pawn · h6 black pawn · b5 black queen · g5 white bishop · h5 white queen · b4 white pawn · d4 white pawn · e3 white knight · g3 white rook · a2 white pawn · f2 white pawn · g2 white pawn · h2 white pawn · e1 white rook · g1 white king | a8 black rook · e8 black rook · f8 black knight · g8 black king · a7 black pawn · b7 black bishop · f7 black pawn · g7 black pawn · d6 black pawn · e6 black pawn · h6 black pawn · b5 black queen · g5 white bishop · h5 white queen · b4 white pawn · d4 white pawn · e3 white knight · g3 white rook · a2 white pawn · f2 white pawn · g2 white pawn · h2 white pawn · e1 white rook · g1 white king | a8 black rook · e8 black rook · f8 black knight · g8 black king · a7 black pawn · b7 black bishop · f7 black pawn · g7 black pawn · d6 black pawn · e6 black pawn · h6 black pawn · b5 black queen · g5 white bishop · h5 white queen · b4 white pawn · d4 white pawn · e3 white knight · g3 white rook · a2 white pawn · f2 white pawn · g2 white pawn · h2 white pawn · e1 white rook · g1 white king | 3 |
| 2 | a8 black rook · e8 black rook · f8 black knight · g8 black king · a7 black pawn · b7 black bishop · f7 black pawn · g7 black pawn · d6 black pawn · e6 black pawn · h6 black pawn · b5 black queen · g5 white bishop · h5 white queen · b4 white pawn · d4 white pawn · e3 white knight · g3 white rook · a2 white pawn · f2 white pawn · g2 white pawn · h2 white pawn · e1 white rook · g1 white king | a8 black rook · e8 black rook · f8 black knight · g8 black king · a7 black pawn · b7 black bishop · f7 black pawn · g7 black pawn · d6 black pawn · e6 black pawn · h6 black pawn · b5 black queen · g5 white bishop · h5 white queen · b4 white pawn · d4 white pawn · e3 white knight · g3 white rook · a2 white pawn · f2 white pawn · g2 white pawn · h2 white pawn · e1 white rook · g1 white king | a8 black rook · e8 black rook · f8 black knight · g8 black king · a7 black pawn · b7 black bishop · f7 black pawn · g7 black pawn · d6 black pawn · e6 black pawn · h6 black pawn · b5 black queen · g5 white bishop · h5 white queen · b4 white pawn · d4 white pawn · e3 white knight · g3 white rook · a2 white pawn · f2 white pawn · g2 white pawn · h2 white pawn · e1 white rook · g1 white king | a8 black rook · e8 black rook · f8 black knight · g8 black king · a7 black pawn · b7 black bishop · f7 black pawn · g7 black pawn · d6 black pawn · e6 black pawn · h6 black pawn · b5 black queen · g5 white bishop · h5 white queen · b4 white pawn · d4 white pawn · e3 white knight · g3 white rook · a2 white pawn · f2 white pawn · g2 white pawn · h2 white pawn · e1 white rook · g1 white king | a8 black rook · e8 black rook · f8 black knight · g8 black king · a7 black pawn · b7 black bishop · f7 black pawn · g7 black pawn · d6 black pawn · e6 black pawn · h6 black pawn · b5 black queen · g5 white bishop · h5 white queen · b4 white pawn · d4 white pawn · e3 white knight · g3 white rook · a2 white pawn · f2 white pawn · g2 white pawn · h2 white pawn · e1 white rook · g1 white king | a8 black rook · e8 black rook · f8 black knight · g8 black king · a7 black pawn · b7 black bishop · f7 black pawn · g7 black pawn · d6 black pawn · e6 black pawn · h6 black pawn · b5 black queen · g5 white bishop · h5 white queen · b4 white pawn · d4 white pawn · e3 white knight · g3 white rook · a2 white pawn · f2 white pawn · g2 white pawn · h2 white pawn · e1 white rook · g1 white king | a8 black rook · e8 black rook · f8 black knight · g8 black king · a7 black pawn · b7 black bishop · f7 black pawn · g7 black pawn · d6 black pawn · e6 black pawn · h6 black pawn · b5 black queen · g5 white bishop · h5 white queen · b4 white pawn · d4 white pawn · e3 white knight · g3 white rook · a2 white pawn · f2 white pawn · g2 white pawn · h2 white pawn · e1 white rook · g1 white king | a8 black rook · e8 black rook · f8 black knight · g8 black king · a7 black pawn · b7 black bishop · f7 black pawn · g7 black pawn · d6 black pawn · e6 black pawn · h6 black pawn · b5 black queen · g5 white bishop · h5 white queen · b4 white pawn · d4 white pawn · e3 white knight · g3 white rook · a2 white pawn · f2 white pawn · g2 white pawn · h2 white pawn · e1 white rook · g1 white king | 2 |
| 1 | a8 black rook · e8 black rook · f8 black knight · g8 black king · a7 black pawn · b7 black bishop · f7 black pawn · g7 black pawn · d6 black pawn · e6 black pawn · h6 black pawn · b5 black queen · g5 white bishop · h5 white queen · b4 white pawn · d4 white pawn · e3 white knight · g3 white rook · a2 white pawn · f2 white pawn · g2 white pawn · h2 white pawn · e1 white rook · g1 white king | a8 black rook · e8 black rook · f8 black knight · g8 black king · a7 black pawn · b7 black bishop · f7 black pawn · g7 black pawn · d6 black pawn · e6 black pawn · h6 black pawn · b5 black queen · g5 white bishop · h5 white queen · b4 white pawn · d4 white pawn · e3 white knight · g3 white rook · a2 white pawn · f2 white pawn · g2 white pawn · h2 white pawn · e1 white rook · g1 white king | a8 black rook · e8 black rook · f8 black knight · g8 black king · a7 black pawn · b7 black bishop · f7 black pawn · g7 black pawn · d6 black pawn · e6 black pawn · h6 black pawn · b5 black queen · g5 white bishop · h5 white queen · b4 white pawn · d4 white pawn · e3 white knight · g3 white rook · a2 white pawn · f2 white pawn · g2 white pawn · h2 white pawn · e1 white rook · g1 white king | a8 black rook · e8 black rook · f8 black knight · g8 black king · a7 black pawn · b7 black bishop · f7 black pawn · g7 black pawn · d6 black pawn · e6 black pawn · h6 black pawn · b5 black queen · g5 white bishop · h5 white queen · b4 white pawn · d4 white pawn · e3 white knight · g3 white rook · a2 white pawn · f2 white pawn · g2 white pawn · h2 white pawn · e1 white rook · g1 white king | a8 black rook · e8 black rook · f8 black knight · g8 black king · a7 black pawn · b7 black bishop · f7 black pawn · g7 black pawn · d6 black pawn · e6 black pawn · h6 black pawn · b5 black queen · g5 white bishop · h5 white queen · b4 white pawn · d4 white pawn · e3 white knight · g3 white rook · a2 white pawn · f2 white pawn · g2 white pawn · h2 white pawn · e1 white rook · g1 white king | a8 black rook · e8 black rook · f8 black knight · g8 black king · a7 black pawn · b7 black bishop · f7 black pawn · g7 black pawn · d6 black pawn · e6 black pawn · h6 black pawn · b5 black queen · g5 white bishop · h5 white queen · b4 white pawn · d4 white pawn · e3 white knight · g3 white rook · a2 white pawn · f2 white pawn · g2 white pawn · h2 white pawn · e1 white rook · g1 white king | a8 black rook · e8 black rook · f8 black knight · g8 black king · a7 black pawn · b7 black bishop · f7 black pawn · g7 black pawn · d6 black pawn · e6 black pawn · h6 black pawn · b5 black queen · g5 white bishop · h5 white queen · b4 white pawn · d4 white pawn · e3 white knight · g3 white rook · a2 white pawn · f2 white pawn · g2 white pawn · h2 white pawn · e1 white rook · g1 white king | a8 black rook · e8 black rook · f8 black knight · g8 black king · a7 black pawn · b7 black bishop · f7 black pawn · g7 black pawn · d6 black pawn · e6 black pawn · h6 black pawn · b5 black queen · g5 white bishop · h5 white queen · b4 white pawn · d4 white pawn · e3 white knight · g3 white rook · a2 white pawn · f2 white pawn · g2 white pawn · h2 white pawn · e1 white rook · g1 white king | 1 |
|   | a | b | c | d | e | f | g | h |   |

У игри с десне стране, Kарлос Торе Репето користи тактику вјетрењаче против Емануела Ласкера да освоји 2 пјешака и ловца и уђе у побједничку завршницу (иако је човца требало вратити). Потез 25. Лф6!, вјеша даму и поставља вјетрењачу. Црни мора прихбватити жртву, пошто је његова дама незаштићена, и сваки покушај заустављања вјетрењаче једноставно би дао даму бијеломе. Онда 25. Дxх5 26. Тxг7+ Kх8 27. Тxф7+ откривени шах од стране ловца. бијели једноставно понавља шаблон обичног или откривеног шаха, бијели узима што више фигура са својим топом. 27. Kг8 28. Тг7+ Kх8 29. Тxб7+ Kг8 30. Тг7+ Kх8 31. Тг5+ Kх7 32. Тxх5 бијели закључује вјетрњачу узимајући црну даму
Други примјер је Фишерова Игра вијека, од потета 18 до 23. У овом сличају, вјетрењача је укључивала скакача и ловца.